# Fortín Solano
El Fortín Solano o Mirador de Solano se encuentra ubicado en el parque nacional San Esteban, en la ciudad de Puerto Cabello, en el estado Carabobo de Venezuela. Es una fortaleza militar construida en el 1766 por orden expresa del gobernador y capitán general de Venezuela, Don José Solano y Bote. Se erigió en la zona llamada Cresta del Vigía y su función era proteger la ciudad de posibles ataques navales, resguardar su puerto, el Camino de los Españoles a Valencia y toda actividad mercantil. Durante la Independencia de Venezuela tuvo gran actividad militar.
El propósito de la construcción del Fortín también fue el de proteger el Camino de los Españoles de Puerto Cabello a Valencia y las aguas del río San Esteban. En la actualidad, en sus cercanías se puede apreciar el pueblo de San Esteban, la casa del Prócer General Bartolomé Salom; el Camino Indígena de la Sal entre las poblaciones de Patanemo y Guacara; así como  un complejo megalítico con petroglifos en el Parque Arqueológico Piedra Pintada en Tronconero.

## Historia
Antes de la construcción del fortín, el cerro de apenas 500 metros de altura era una base donde se había instalado una batería naval que sirvió para contrarrestar un violento ataque que en 1743 realizó la flota inglesa del Comodoro Charles Knowles. La visibilidad de los cuatro puntos cardinales era perfecta y por esto funcionaba como mirador. Desde ahí se vigilaban las aguas por las que navegaban viajeros de todo tipo y que se acercaban a puerto. La construcción de dicha batería fue decidida por Juan Gayango y Lascan. Se buscaba que la vigilancia desde el cerro fuera permanente y, además, de forma más eficiente. 

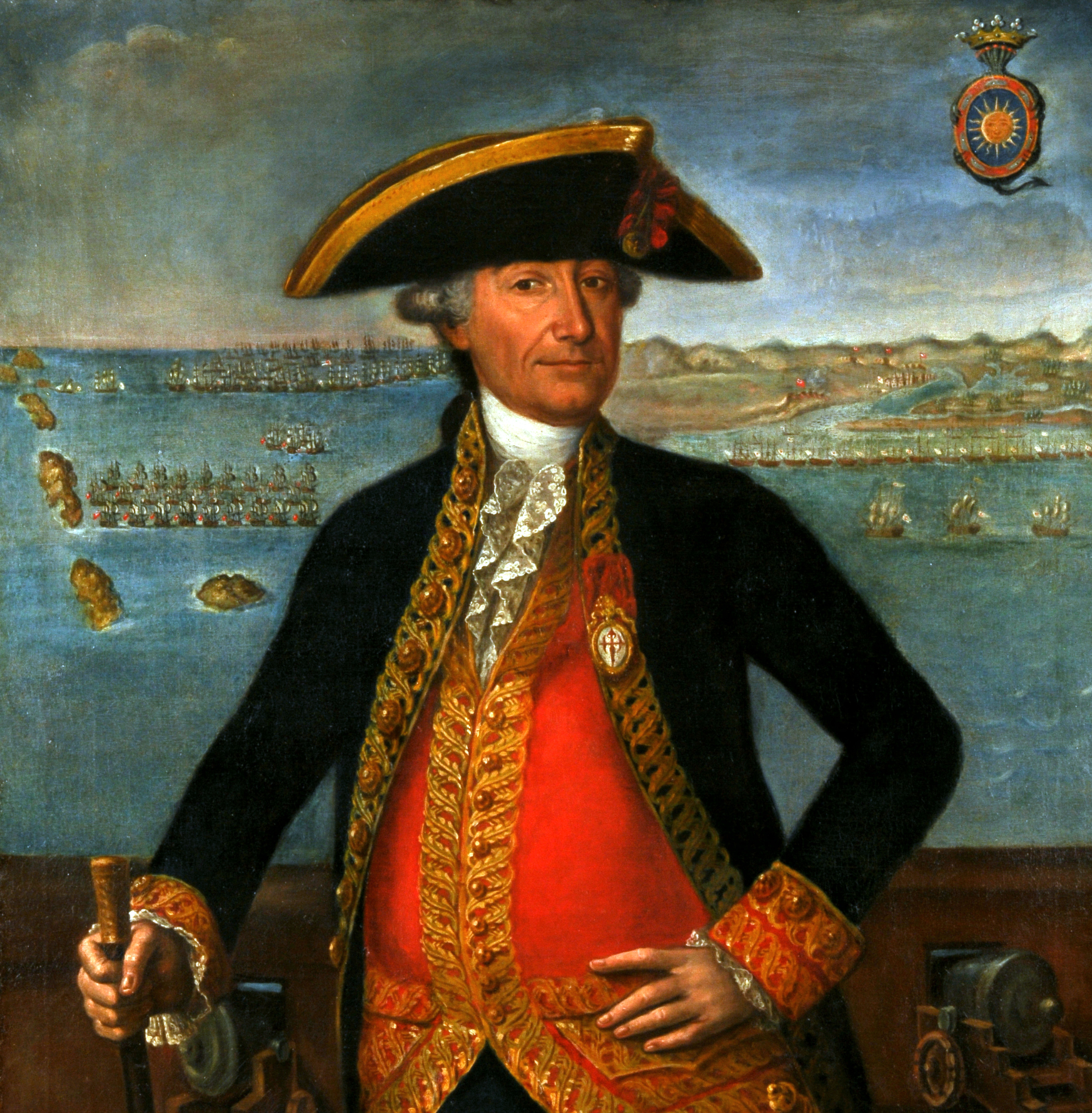
José Solano y Bote, Capitán General de Venezuela.

Poco tiempo después, el Capitán General de la Provincia de Venezuela, Don José Solano y Bote, considerado por la población como ilustre y aclamado; gobernante capaz, de gran personalidad y de recto proceder, ordenó la construcción de un fortín con artillería y, así fortalecer la defensa del puerto. Para este proyecto se utilizaron los conocimientos de varios ingenieros militares de su plena confianza.
El fortín fue construido con mano de obra esclava y de presos traídos de La Guaira, como también reos del Castillo San Felipe (hoy conocido como Castillo Libertador). La construcción es única en su tipo en Puerto Cabello; fue hecha de piedra de canteras que existían en la región como también de rocas de algunos cerros de alrededor.
El Fortín Solano no fue diseñado solo pensando en la protección de las aguas visitadas por piratas, comerciantes y viajeros, sino también para dar seguridad al cauce del río San Esteban y del Camino de los Españoles que conducía a Valencia, por el Valle de San Esteban. 

### Ingenieros participantes en la construcción
- El Ingeniero Militar Juan Amador Courten de origen suizo figura como constructor de fortificaciones de El Callao en Perú y colaboró también en las de Chile. El rey Felipe V lo trasladó a Castilla la Vieja en el 1735, para colaborar en la reconstrucción del Fuerte de la Concepción. En 1737 lo enviaron al Real sitio de San Ildefonso de Segovia para trabajar en la construcción del Palacio; asimismo en este tiempo levantó seis mapas de las ciudades de Madrid, Noblejas y Chinchón. El día 22 de julio de 1739 por Real Orden fue comisionado para construir las acequias de riego en Colmenar de Oreja. En 1740 llegó a formar parte del ejército de Mallorca como teniente coronel de Infantería e ingeniero jefe.

- Juan Gayangos Láscari, a quien se le dio el título de ingeniero Militar Ordinario fue enviado a Venezuela para suplir a Courten.[nota 1] Gayangos fue recomendado por Diego Bondik quien era Ingeniero Director en España. Por su parte, Gayangos Láscari había colaborado de manera ocasional en algunas fortificaciones en la ciudad de Cádiz, pero no era un ingeniero destacado; sin embargo en la ciudad colonial y en el desarrollo de Puerto Cabello dejó plasmada su presencia en obras importantes.

- Ingeniero Militar Miguel Roncali:[nota 2] quien era también conocido como el Conde de Roncali. Sus estudios los realizó en la Academia de Guardias de Corps. Colaboró en los trabajos realizados en las obras del Canal del Campo de Castilla. En 1763 lo ascendieron al cargo de Ingeniero en Segundo. En 1792 se le encargaron varias obras, el edificio de la Real Aduana de Barcelona, una fuente pública y el horno de munición. Le enviaron a Venezuela en abril de 1765.[nota 3]
- Ingeniero Miguel González Dávila: en 1773 fue ascendido y prestó servicio en todo lo concerniente a las defensas de Puerto Cabello. En marzo de 1774 presentó informe sobre las fortificaciones de la ciudad.

Las baterías de la Vigía y Mirador de Solano, construida a barbeta. en las eminencias del cerro, dominada la primera por el Mirador, carecen de fosos, no tienen rastrillos ni ninguna otra obra de protección. Por lo tanto, se considera de muy poca entidad así porque deben defenderse por sí solas, distante de la plaza tres mil varas, como también poderse subir a la cumbre casi sin ser vistos hasta estar dentro de la primera y así sólo pueden servir para dar señales, pues su tiempo de sitio no puede dejar de perderse con tropas, artillería y repuestos de pólvora.

- Ingeniero Militar José Antonio Espelius: Su carrera se desarrolló en Cádiz. Tenía como jefe al Conde de Aranda y fue discípulo del Mariscal de campo Ignacio Sala. Participó en las obras de navegación del río Guadalquivir en Sevilla. Viajó a Venezuela en 1772 y fue uno de los principales analistas referente al teatro bélico del fortín. Inmediatamente redactó un informe que envió al Capitán General en la ciudad de Caracas José Carlos Agüero definiendo lo valioso de la situación geográfica del puerto.

## Artillería
El Fortín Solano tenía una artillería que aseguraba la vigilancia de las vías a Borburata, San Esteban y Goaigoaza, pues era indispensable por ser esta una región rica en lo agrícola, además de lo necesario para la protección de la Provincia.
| Cañones de Hierro                | Baterías del Vigía               | Personal Militar destacado |
| -------------------------------- | -------------------------------- | -------------------------- |
| 4 Calibre de 24 pulgadas         | 2 Cañones Calibre de 24 pulgadas | 1 Capitán                  |
| 4 Calibre de 4 pulgadas          | 4 Cañones Calibre de 4 pulgadas  | 1 Alférez                  |
| 2 Calibre de 2 pulgadas          | —                                | 24 Artilleros de milicias  |
| 10 Pedreros con rabiza y pinzote | —                                | 38 Milicias de pardos      |

## Informes delsigloXVIII
El teniente coronel de infantería José Antonio del Pozo y Sucre quien era ingeniero ordinario, llegó a finales de 1787 a Puerto Cabello y presentó un informe de la verdadera situación en que estaban las fortificaciones.
Existían graves problemas con el abastecimiento del agua a los pobladores de lo que se llamaba Plaza de Puerto Cabello, comenzó el informe con tal noticia:

y donde se pretende, y se trabaja para trasladar toda la población antigua establecida en Tierra Firme, tiene el defecto de no tener agua de pie y el de no permitir la poca elevación que tiene su terreno del nivel del mar, construir algibes subterráneos, por cuyo motivo sus habitantes se encuentran precisados a comprar muy cara el agua que beben, o ir por ella al río San Esteban, que dista de la plaza más de un buen cuarto de legua.

Dentro del informe formuló de forma interesante una descripción de Puerto Cabello:

la población se compone de dos clases de vecinos que ambos no salen de la esfera de la pobreza: la una es tan numerosa, que sus habitaciones se reducen a unas barracas, y cuando más, a unas desdichadas Casas de Tapia. Y la otra de algo más acomodados bienes de fortuna, que invirtieron todo su caudal en fabricar las que habitan de buen material para su comodidad y la de su familia.

En lo que refiere a las fortalezas, el Ingeniero José del Pozo tuvo juicios muy precisos, en especial concerniente al cerro del Mirador:

El elevado y escabroso Monte de Las Vigías lo hubiera ocupado como está con sus cortinas, reductos y cortaduras en los puntos más ventajosos, construyendo en cada uno de ellos su cuerpo de guardia, pequeño almacén de víveres, repuestos de pólvora y algibes proporcionados a su extensión por uno o dos meses su corta guarnición o defensores.

### Oficio por mantenimiento
Los días 7 y 26 de agosto de 1814 se levantaron sendos oficios por el mantenimiento del Mirador de Solano y Vigías. Según José Mariano Aloy. las fortificaciones de Puerto Cabello necesitaban de especial atención. En el oficio se requería:

Mirador de Solano necesita diez varas cúbicas de manpostería ordinaria, setenta varas en cuadro de hormigón, sesenta tejas, cincuenta fanegas de cal para acuñas, encaladas, etc. Ciento veinte jornales de albañil y doscientos cuarenta de peón.

Las Vigías, baja e intermedia, se demolieron antes del segundo sitio en virtud de orden del Señor Capitán General, por no tener con que guarnecerlas y ser en este caso sus obras entre esta Plaza y Castillo San Felipe. Es necesario hacerlas de nuevo.

## Visitantes ilustres describen el Fortín

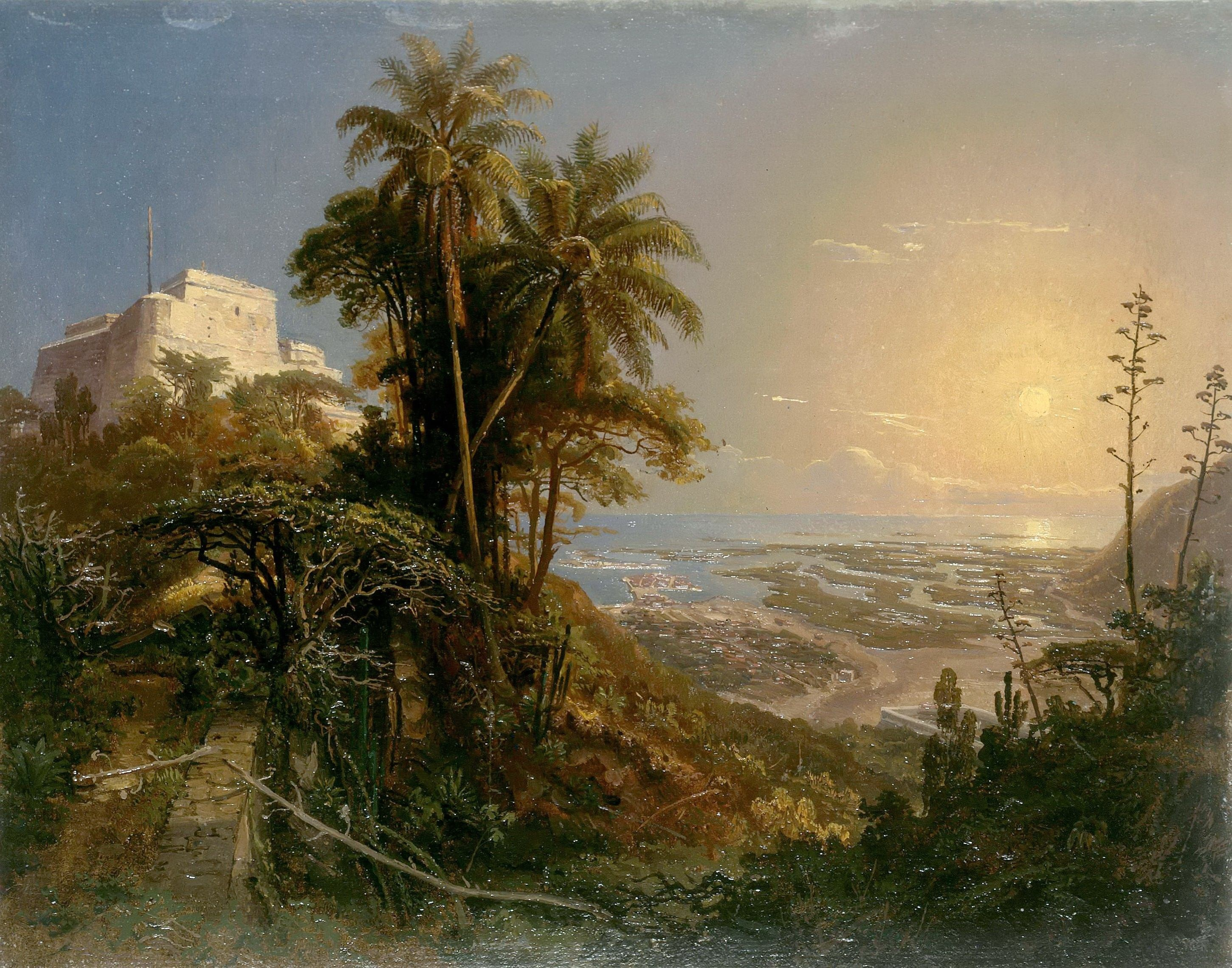
Fortín Solano en cuadro de Ferdinand Bellermann Vista de Puerto Cabello (1843)

En los siglos XVIII y XIX, el país tuvo la visita de personajes de la historia contemporánea. Estos visitantes hicieron comentarios del Fortín Solano, describiéndolo de diferentes formas, pero plasmando para el futuro en crónicas y escritos de lo imponente de su estructura y funcionamiento. 
Entre los más destacados visitantes se encontraban Alejandro de Humboldt, Agustín Codazzi, Conde Louis Philippe de Ségur, Ferdinand Bellermann, Anton Goering Karl Ferdinand Appun, Joseph Luis de Cisneros, Miguel Maria Lisboa, Wilhelm Sievers, Francisco Depons, Dauxion Lavaysse, Antonio Manzano, Willian Duane, Jenny Talleney, Robert Semple y James Mudie Spence.

### Karl Ferdinand Appun
Su ingreso a tierras venezolanas fue en el 1849, apenas contaba con veintinueve años, describe la región con mucho amor. Se refiere al Mirador de esta forma:

Es un cerro empinado de una altura de quinientos pies y cubiertos de espeso matorral. Sobresalen por encima de éste, los blancos muros de un antiguo castillo español, el Vigía que sirve ahora como señal a los buques que llegan, y por cuyo mantenimiento, toda embarcación al arribar tiene que pagar al gobierno un impuesto considerable por concepto de "dinero de farol". 

Bien mantenido y provisto de un profundo pozo, el castillo no se encuentra habitado y sirve exclusivamente de nido a numerosísimos zamuros, que con sus miradas expertas y agudizadas y sus finos órganos olfatorios, acechan desde allí un suceso para ellos interesante, sea la matanza en el matadero, sea un buey o un burro hambrientos que caen moribundos en la sabana.

### Robert Semple
Quizás por motivos comerciales o personales llega a Puerto Cabello en los años 1810 y 1811. Él hace una descripción de la zona y se refiere al Fortín Solano haciendo una referencia:

Hacia el interior de la costa no hay fortificaciones de consideración, pero el poblado puede ser defendido por los cañones que desde los cerros, dominan la parte sur de la ciudad.

### Wilhelm Sievers

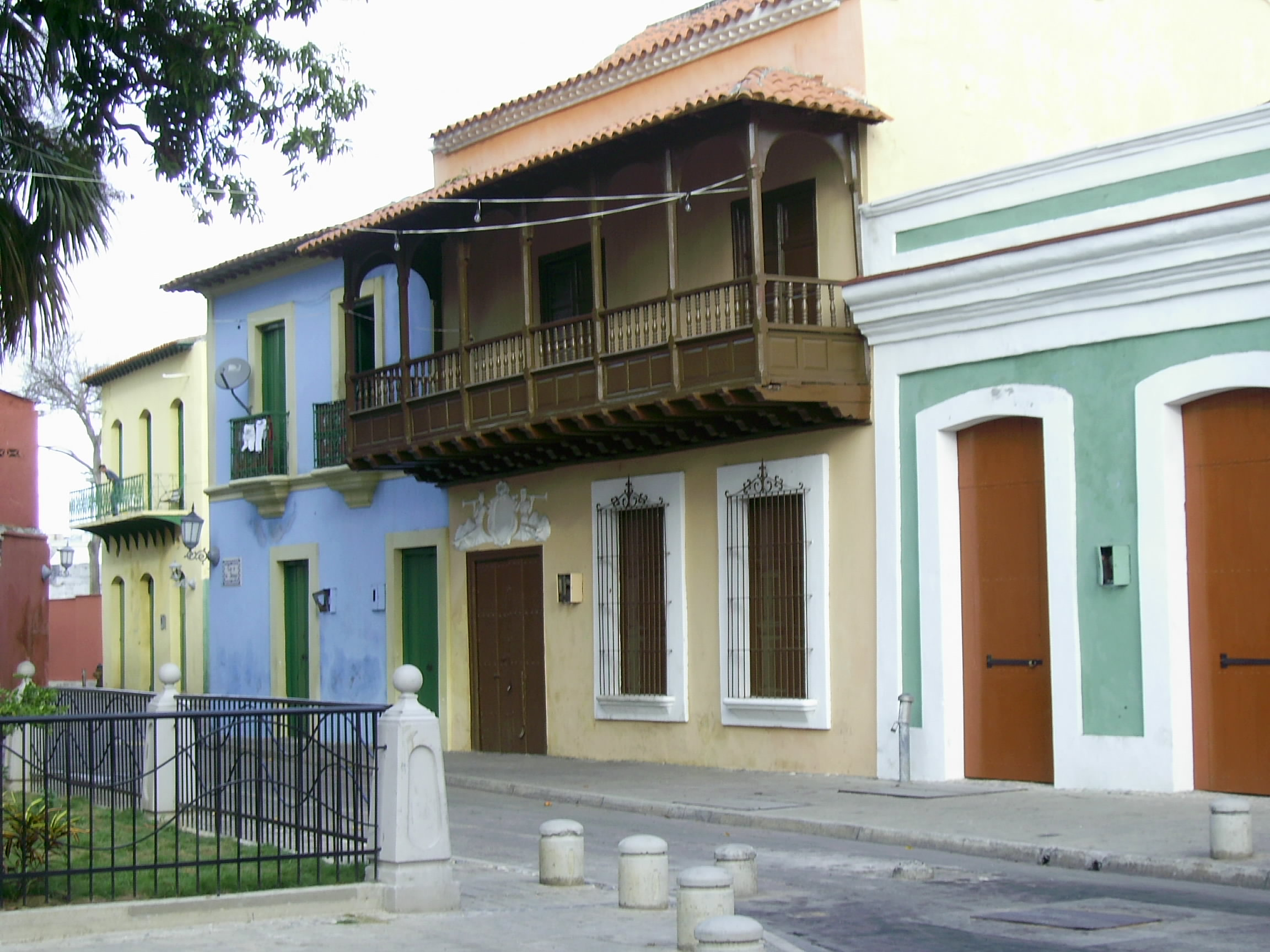
Parte del casco colonial de la ciudad de Puerto Cabello. A Sievers le llama la atención como queda dañada la ciudad por el cruce de balas.

Su profesión era geógrafo. Nacido en Alemania y pariente de Karl Ferdinand Appun, estuvo en Puerto Cabello en las últimas décadas del siglo XIX. Pudo recopilar datos curiosos que él publicó con valiosas observaciones y detalles de las costumbres venezolanas de esa época.
Realizó un estudio sobre el estado político en Venezuela. y relata algunos sucesos que tuvieron origen en Puerto Cabello en los momentos de la ocupación por las fuerzas Legalistas del General Joaquín Crespo y también refiere el Fortín.

Una vez lograda la fusión del ejército principal de la oposición con las tropas del jefe del movimiento en Carabobo, general José Félix Mora, Crespo se proponía tomar a Puerto Cabello. Si bien aquella Plaza sólo estaba defendida por una guarnición débil, su conquista se prometía difícil, a causa del Fuerte Libertador que cerraba el acceso de la ciudad. Las tropas opositoras se apoderaron en la mañana del 22 de agosto del Fortín Solano, conocido como El Vigía, sitio por encima de la ciudad, por el lado de tierra firme.

El tejado de la Aduana estaba completamente acribillado de balas de fusil; en la calle Comercio pude ver impactos sobre todo en los pisos superiores, ya que los soldados venezolanos tienen por costumbre disparar sus armas bajo el brazo. El sombrero encarnado que colgaba como rótulo ante la tienda de un sombrero alemán, así como una bota de montar que servía para fines idénticos a un zapatero, estaban igualmente acribillados.

## Antonio Zuazola ahorcado en el Fortín
A finales de 1813 Manuel Piar establece el bloqueo marítimo de Puerto Cabello, en combinación con el sitio terrestre impuesto por el Libertador Simón Bolívar recupera la plaza fuerte para los patriotas consolidando la Segunda República. El brigadier Antonio Zuazola será capturado por Bolívar, quien propuso inmediatamente su canje por el Coronel Diego Jalon, propuesta rechazada por el general Monteverde, quien persistía en su conducta de no tratar con los enemigos. Esto y el haber Monteverde fusilado algunos prisioneros, decide a Bolívar a ahorcarlo en el Fortín Solano.

## Pedro Carujo preso en el Fortín
Pedro Carujo natural de Barcelona, Estado Anzoátegui fue militar, periodista y uno de los jefes de la Revolución de las Reformas de 1835. Fue hijo de José Carujo, nacido en Canarias, quien era oficial realista y de Juana Hernández, venezolana de nacimiento. Formó parte del batallón Orinoco acuartelado en Angostura en el 1819. Este militar venezolano era reconocido por sus atributos intelectuales.
No compartía los ideales del Libertador Simón Bolívar, era abiertamente enemigo de cualquier dictador y a Bolívar le consideraba un tirano. El Libertador era Jefe Supremo de los poderes políticos de la Gran Colombia y Carujo se había convertido en su enemigo personal, llegando a atentar contra su vida. El participaba de un grupo de conspiradores integrado por oficiales.
El 28 de septiembre de 1828, estando Bolívar en su residencia de Bogotá le intenta asesinar, pero todo el plan se logra frustrar gracias a la intervención de Manuelita Sáenz. 
Aunque Carujo se salvó de ser fusilado, lo embarcaron en la Fragata Colombia y le enviaron a Venezuela. Fue llevado en calidad de preso político sin ventajas alguna. El Primer Comandante del buque era inglés y, español el Segundo de a bordo, ambos admiradores de Bolívar. Su castigo no fue solo en el barco, al quitarle los grilletes para llevarlo a tierra le ataron los brazos a un cabestro y lo pasearon por los sitios públicos de Puerto Cabello mostrándolo como forajido, asesino y gran criminal. La fragata llegó a Venezuela el 3 de marzo de 1829.
El paso siguiente fue llevarlo al Fuerte El Vigía, muy bien custodiado entre filas que formaron los soldados y le encerraron en una bóveda donde era poco el aire y casi sin entrada de luz. Se le encargó al comandante del fuerte que se le hiciera sentir todo el rigor por el crimen que había cometido. Fue Antonio Valero que se ocupó de todo, siendo éste enemigo personal de Carujo.
Su estadía en el fortín fue de cinco meses, los cuales utilizó para preparar su evasión, él imaginaba que estaría preso mientras el «tirano» como se refería a Bolívar, estuviera en el poder. Logró escapar el segundo día de agosto, pero dejó un escrito justificando su huida. No obstante, al poco tiempo fue capturado y regresado en forma humillante a la fortaleza donde le colocaron grillos.

## Telégrafo desde El Mirador
En 1836 y con el fortín casi abandonado, ya que no estaba ocupado por los militares, se decide colocar en el Mirador un telégrafo. El sistema que se colocó fue el telégrafo óptico, un poste de madera y de gran altura que transmitía señales con combinaciones de un mecanismo de brazos movibles. Fue usado en diferentes oportunidades y funcionó durante algunos años. 
El documento que fue enviado a Puerto Cabello para utilizar el fortín como base para el telégrafo fue el siguiente:

República de Venezuela 

Valencia, 22 de septiembre de 1836

Gobierno Superior Político de Carabobo 

Nº 568.

Sr. Jefe Político del Cantón de Puerto Cabello.

El Señor Secretario de Estado en el Despacho de la Guerra con fecha 8 del presente me dice lo que sigue. 
No destinándose a ningún servicio militar la Vigía de Puerto Cabello, y siendo muy conveniente establecer en ella un telégrafo para las necesidades del comercio, el Poder Ejecutivo me ordena decirlo a usted para que con este objeto oficie a quien corresponda y dedique sus esfuerzos a conseguir el importante fin mencionado pues en ello se hace un buen servicio al comercio de aquel puerto. 
Y lo transcribo a Usted para que de acuerdo con los señores del comercio de ese Pto. se escojiten los más convenientes al establecimiento del Telégrafo.

Soy de Usted muy atentamente
Alejandro Landaeta 

## El famoso disparo del Fortín Solano
Carlos Brandt, escritor, políglota y filósofo realiza una descripción minuciosa de los sucesos del bloqueo naval de Puerto Cabello en 1902. Explica como tuvo gran participación el Fortín Solano para defender la zona de enemigos superiores en poder.
Cuando ocurre el Bloqueo Naval a Venezuela, el acorazado inglés HMS Charybdis y el crucero alemán SMS Vineta bombardean la ciudad de Puerto Cabello, justificando la acción por algunas ofensas a oficiales y tripulantes de un buque mercante de bandera inglesa llamado «Topaze» que había estado en el muelle de la aduana vieja en diciembre de ese mismo año. 
Brandt describe esta acción llamándola; «El famoso disparo del Fortín Solano»

Faltaba poco para las 5 de la tarde del fatídico día 13 de diciembre, cuando convencido por Cipriano Castro ya no nos contestaría o que lo haría tarde, pensé ir a San Esteban con el objeto de ver como trasladar mi familia allí. Al efecto le pedí permiso a mi Jefe, el general Mora y partí. 

Cuando ya iba acercándome al «Fortín Solano» al extremo de que éste me quedaba solo a dos cuadras, rompieron los fuegos. Más tarde se habló de un disparo salido del Fortín. Muchos negaron dicho disparo; otros dijeron que había sido hecho por el Capitán Meyer y otros, entre ellos el General López Contreras, sostuvieron que fue Antenor Ugueto quien lo hizo. Pero la generalidad afirma que fue un soldado desconocido quien, al oír los primeros disparos del «Charybdis», no quiso correr sin antes, por despecho, pegarle un fósforo encendido al oído del cañón. 

Pero el caso es que esa vez pude presenciar y describir la trayectoria de casi cada una de las balas del «Vineta». Vi primero un fogonazo en la explanada del Fortín, fogonazo que ha debido provenir del cañoncito sin balas. Luego vi los dos primeros disparos del Vineta que desmontaron los dos cañoncitos que había en el Fortín. Nunca me imaginé una puntería más certera. Las demás balas se las dirigieron a la base del Mirador Solano, pero sin lograr demolerlo, pues ya sabemos que los españoles construían sus fortalezas con un material más sólido que el mismo granito.

En 1905 por orden del General Cipriano Castro, fueron montados dos poderosísimos cañones de 155 milímetros para rechazar cualquier nuevo intento de bloqueo del puerto por potencias extranjeras.

## Imaginación popular
Se habían creado cantidad de leyendas en la ciudad donde el Fortín Solano era principal personaje. Decía la gente que existía una cueva que comunicaba el Fortín con el Castillo, supuestamente este subterráneo atravesaba por el mar de punto a punto. También vivió un militar retirado, un teniente coronel que en algún momento como oficial prestó servicios en el Fortín y siendo ya un anciano se deleitaba contando que había conseguido un baúl en un subterráneo que tenía el fuerte, que contenía uniformes descoloridos y documentos que fueron propiedad de José Solano y Bote, que había sido Capitán General y personaje del que lleva el nombre el Fortín. Adornaba el pasaje diciendo: 

Después de haber caminado un gran trecho, alumbrado con dos potentes faroles, en compañía de un Cabo Primero y dos soldados, sorpresivamente llegamos a una especie de recámara, donde encima de una mesa reposaba un baúl antiguo con varias tablas desprendidas. Al revisarlo contenía varios uniformes descoloridos por el tiempo, una espada en cuyo mango estaba estampado un escudo de nobleza y más al fondo unos documentos que certificaban su procedencia: pertenecían a José Solano, ex capitán General de Venezuela en el siglo XVIII. Sí, Indudablemente eran cosas dejadas ahí por Solano.

Lo que este militar retirado ignoraba es que Solano nunca visitó el lugar que llevaba su nombre. En el Fortín hay un depósito para almacenar agua de lluvia que se utilizó en la etapa colonial y de esto sacan leyendas populares.
Hubo en las filas militares un joven de Barlovento, vía al oriente de Venezuela, que había fallecido en el portal del cementerio de Puerto Cabello. Este joven militar sirvió en el Fortín, su nombre era Roso Busich.
Se decía que al pasar junto al largo muro de cementerio su cuerpo como de calavera salía al paso de los peatones, que obligados tenían que pasar por ahí.
Todo el camino de San Esteban acumuló una serie de cuentos, anécdotas, procesos históricos y otras menudencias, ciertas o inventadas por sus protagonistas.

## El Porteñazo

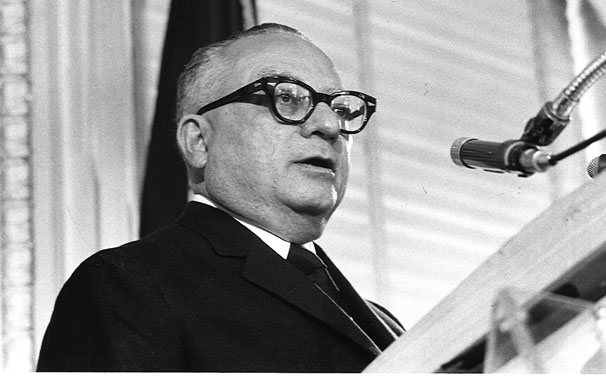
Rómulo Betancourt, Presidente de Venezuela en los períodos 1945-1948 y 1959-1964. Durante su segundo mandato ocurrieron actos de subversión llamados «El Carupanazo» y la Insurrección de Puerto Cabello o como mejor se le conoce «El Porteñazo». Venezuela vivía una difícil situación política que llevó a tomar decisiones extremas, por parte de sus autoridades, donde la población sufrió muertes y heridos.

Venezuela vivió en los años 60 dos levantamientos militares. El primero se conoció con el nombre de «El Carupanazo», el 4 de mayo de 1962, y el segundo llamado «El Porteñazo», que sucedió el 2 de junio del mismo año. En ellos participaron el Batallón de Infantería de Marina de Carúpano, la Guardia Nacional y la Base Naval de Puerto Cabello.
Estas insurrecciones se dieron por la difícil situación política que vivía Venezuela bajo la presidencia de Rómulo Betancourt (1959-1964).
La rebelión fue disipada al amanecer del 3 de junio dejando más de 400 muertos y 700 heridos, luego el 6 de junio toman los últimos insurrectos que se encontraban atrincherados en el Fortín Solano el cual fue bombardeado repetidamente por reactores F-86 Sabre y Canberra de la Fuerza Aérea de Venezuela.

### Testimonios
Diferentes historias corrieron sobre tal acontecimiento que enlutó a Venezuela, se tomó como un acto bélico injusto e innecesario. Muchos acomodaron lo que pasó de acuerdo a intereses políticos y personales.
Alí Brett Martínez escribiría según su investigación:

Desde las 6 de la mañana del domingo los calicantos del viejo Vigía Solano, empezaron a recibir los impactos de las bombas. Cuando el bombardeo se inició estábamos en la barriada Las Tejerías a pocos metros de la antigua fortaleza que por primera vez en varios siglos, era víctima de un ataque de esta naturaleza.

El Fortín fue el enigma de la sublevación y mucho se especuló sobre su poderío. Todos contaban las historias, las ventajas y la estratégica posición del "Burro Negro", nombre popular del antiguo cañón. La gente conocedora del poderío de esta arma, aseguraba que si la disparaban, aunque fuese una sola vez, desaparecería Puerto Cabello.

Arriba apenas permanecieron durante la rebelión, los infantes de marina destacados por la Base Naval para la custodia del fuerte, quienes para aquel día, lunes 4 de junio, ya eran cadáveres. La presencia de los funcionarios del Ejecutivo y de algunos jefes militares, dejaba despejado el misterio que se había tornado casi en verdad, durante el desarrollo de los acontecimientos debido a las versiones mal fundadas.

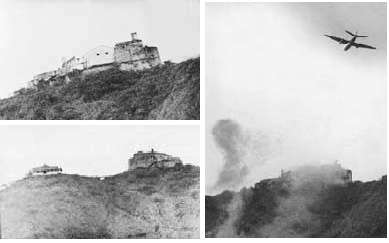
Bombardeo del Fortín Solano desatado en el Porteñazo. Alí Brett Martínez observaría: «después de la aparición del avión como elemento de guerra, estas fortalezas quedaron sin vigencia estratégica».

Concluiría su investigación diciendo:

Lo de pensar que el fortín podía ser utilizado como punto de operaciones de los sublevados significó uno de los tantos errores militares conocidos y que después de la aparición del avión como elemento de guerra, estas fortalezas quedaron sin vigencia estratégica.

Don Enrique Aristeguieta Gramcko da su testimonio relatándolo así: 

Telefónicamente se le pidió ayuda a las Fuerzas Aéreas para reducir el Fortín Solano, donde los rebeldes estaban atrincherados con una ametralladora "Punto 50", la cual inexplicablemente no había sido utilizada para impedir la concentración de tropas en la Estación, pues tanto ésta como el ingreso a la ciudad están dominados por el Fortín, que se encuentra en una colina, al Sur. A las cinco y media, las unidades listas para el ataque, estaban en la Estación.

El Batallón Carabobo se distribuyó en pelotones de 30 hombres que debían ir cada uno detrás de los trece tanques que debían entrar al Puerto. Sin embargo se esperó para el asalto, que la aviación efectuase la operación prevista contra el Fortín.

A los pocos minutos aparecieron aviones F-86 Sabre , que atacaron con cohetes y ametralladoras. Los cohetes, lanzados de a dos cada vez, dieron todos en el blanco. Desde el mismo Fortín y desde el Liceo Miguel Peña, se disparaba con ametralladoras contra los aviones, en intento totalmente inútil, pues la velocidad de éstos los ponía a salvo de ser alcanzados. 

Los viejos muros españoles que circundan el Solano, de pura y maciza mampostería con dos metros de grosor resistieron el impacto, no así las otras instalaciones menos antiguas. Eliminado el peligro del Fortín comenzaron las tropas a penetrar en Puerto Cabello.

En un trabajo periodístico para una revista de circulación nacional Marconi Villamizar escribe:

Ante el sostenido ataque de las fuerzas leales, los insurrectos se replegaron definitivamente hacia el Fortín Solano dejando sólo pocos focos de franco-tiradores en la ciudad. En el Fortín, que fue duramente bombardeado por la aviación durante el domingo, los rebeldes habrían estado en condiciones de adelantar otras acciones desesperadas, pero la previsión del Capitán Carbonell, acordada en días anteriores al alzamiento, frustró las esperanzas rebeldes.

En el Fortín están montados dos poderosísimos cañones de 155 milímetros, montados por el General Cipriano Castro en 1905, para estar en condiciones de rechazar cualquier nuevo intento de bloqueo del puerto por potencias extranjeras. En el Fortín hay más de 200 grandes proyectiles para las dos unidades, pero resultó imposible para los rebeldes operarlas. La precaución de Carbonell luego del alzamiento de Campano fue comisionar al Teniente Justo Pastor Márquez, especialista en armamentos, para que quitara los percutores a los cañones. La operación fue secreta y aparte de Carbonell y Márquez muy pocos oficiales se enteraron.

El Fortín Solano apenas sufrió daños por el bombardeo aéreo. Esta fortaleza fue construida por los españoles allá por el año 1550 y tiene murallas de más de dos metros de espesor. Tiene también platabandas de más de tres metros de espesor, a las cuales las bombas no hicieron absolutamente nada. Pero los rebeldes no podían materialmente sostener sus posiciones en el Fortín. Contando sólo con ametralladoras y armas cortas se exponían a ser sitiados.

## Cese de operaciones militares en el Fortín
El fortín fue abandonado por las fuerzas armadas durante el gobierno de Wolfgang Larrazábal, quien fue Presidente de la Junta de Gobierno de Venezuela, en 1958. Todos los sistemas de armamento de misiles y los radares fueron desactivados y retirados, se alegó que el sitio era obsoleto para fines militares y que no se justificaba el mantenimiento de las armas y radares allí instalados. Algún grupo de jóvenes intelectuales de Puerto Cabello realizaron una toma simbólica del Mirador Solano declamando el desprendimiento de aquella obra innecesaria ya. Los ideólogos y dirigentes de este grupo luego desaparecieron de toda escena pública.

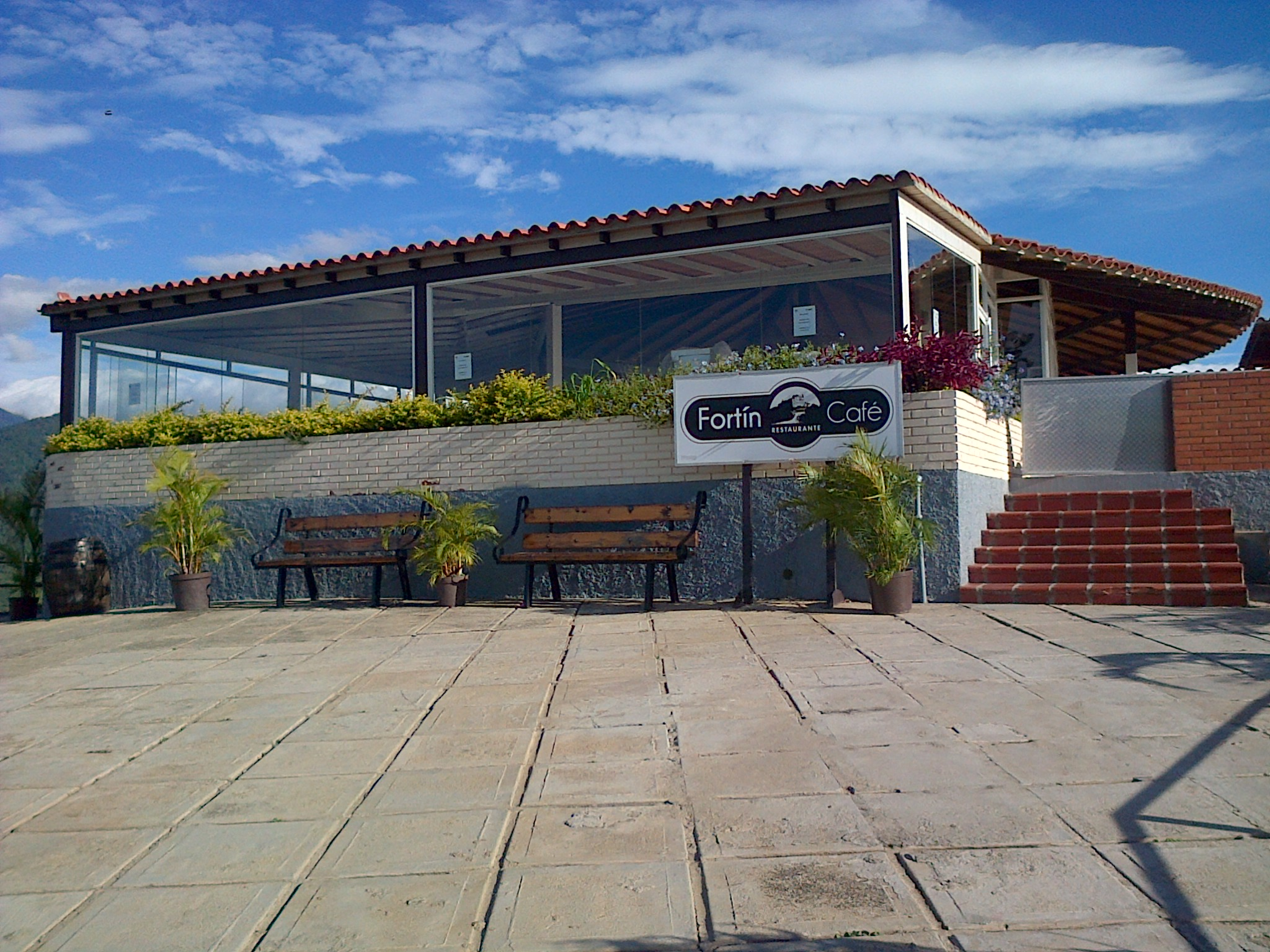
Cafetín del Fortín Solano

Las casas, que en algún momento fueron vivienda de las tropas, llegaron a las ruinas por la acción de vándalos que se reunían en el sitio. Los cañones se trasladaron a la Escuela Militar de Venezuela. Para ese entonces, a las autoridades locales no les interesaba lo que pasaba con el fortín, por lo que se desmanteló sin considerar que era un Patrimonio Histórico de Puerto Cabello.

## Sitio de interés turístico
Hoy el Fortín Solano es un sitio de interés turístico, integrado al parque nacional San Esteban, donde propios y extranjeros visitan el recuerdo de una historia llena de vivencias. El sitio cuenta con un restaurante, tiene visitas guiadas y se permite la entrada de 8:00 a 18:00 todos los días.